# Симс, Джена
Дже́на Мише́ль Симс (англ. Jena Michelle Sims; род. 30 декабря 1988, Уайндер, Джорджия) — американская актриса

, фотомодель и телепродюсер.

## Ранние годы
Джена Мишель Симс родилась 30 декабря 1988 года в Уайндере, штат Джорджия, США.

## Карьера
Симс начала карьеру модели в 2004 году с участия в подростковом конкурсе красоты и была титулована как «Мисс Джорджия» среди юниоров. С 2010 года она снимается в кино и телесериалах.

## Личная жизнь
С 4 июня 2022 года Симс замужем за профессиональным игроком в гольф Бруксом Коэпкой. У супругов есть сын — Крю Симс Коэпка (род. 27 июля 2023).

## Избранная фильмография
| Год  |   | Русское название            | Оригинальное название          | Роль                          |
| ---- | - | --------------------------- | ------------------------------ | ----------------------------- |
| 2009 | с | Дневники вампира            | The Vampire Diaries            | Чери                          |
| 2010 | с | Тру Джексон                 | True Jackson, VP               | чирлидерша № 2                |
| 2010 | с | C.S.I.: Место преступления  | CSI: Crime Scene Investigation | девушка                       |
| 2010 | с | Воздействие                 | Leverage                       | официантка                    |
| 2010 | с | Декстер                     | Dexter                         | девушка на свидании с Масукой |
| 2012 | ф | Атака 50-футовой чирлидерши | Attack of the 50ft Cheerleader | Кесси Стретфорд               |